# Johann Baptist Scholl d. Ä.

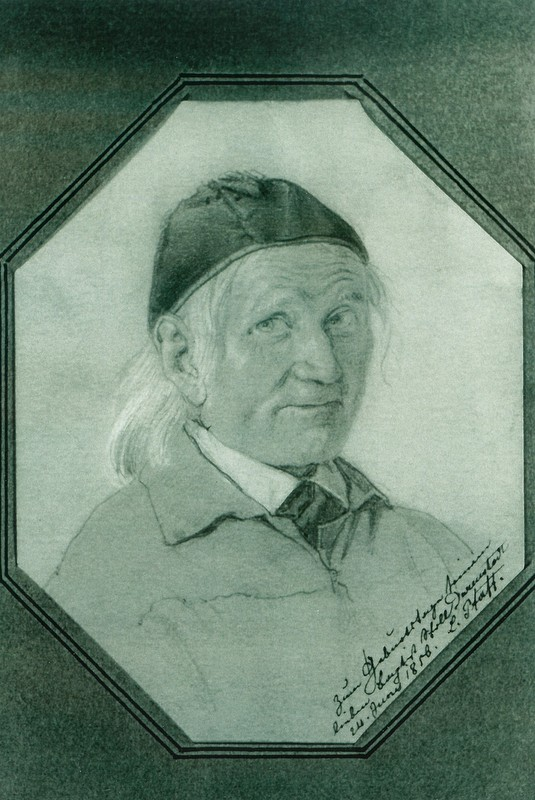
Johann Baptist Scholl der Ältere, nach einer Zeichnung von L. Pfaff (1856)

Johann Baptist Scholl, genannt der Ältere (* 4. Januar 1784 in Bamberg; † 6. Juli 1854 in Darmstadt), war ein hessischer Bildhauer des 18. und 19. Jahrhunderts.
Johann Baptist Scholl entstammte einer Bildhauerfamilie, die sich bis ins 17. Jahrhundert zurückverfolgen lässt. Er ist der Begründer des in Darmstadt ansässigen Familienzweigs und gemeinsam mit seiner Frau Francisca (geborene Clos) der Vater von Johann Baptist Scholl dem Jüngeren (1818–1881).
Nach seiner Ausbildung bei Johann W. Wurzer war er in Aschaffenburg und später in Mainz tätig.
1817 wurde er von Großherzog Ludwig I. von Hessen und bei Rhein zum Hofbildhauer ernannt. Scholl war ständiger Mitarbeiter von Georg Moller. Er war Mitglied der Darmstädter Freimaurerloge Johannes der Evangelist zur Eintracht. Eine Lithografie, auf der Johann Wolfgang von Goethe neben einem Bett sitzend zu sehen ist, und das den Titel Der Tod Goethe’s den 22ten Maerz 1832 und eine Signatur „gez. u. Lith. von I. B. Scholl“ trägt, wird ihm zugeschrieben.
Johann Baptist Scholl d. Ä. wurde auf dem Alten Friedhof in Darmstadt bestattet (Grabstelle: I B 105).